# Рональд Макдональд

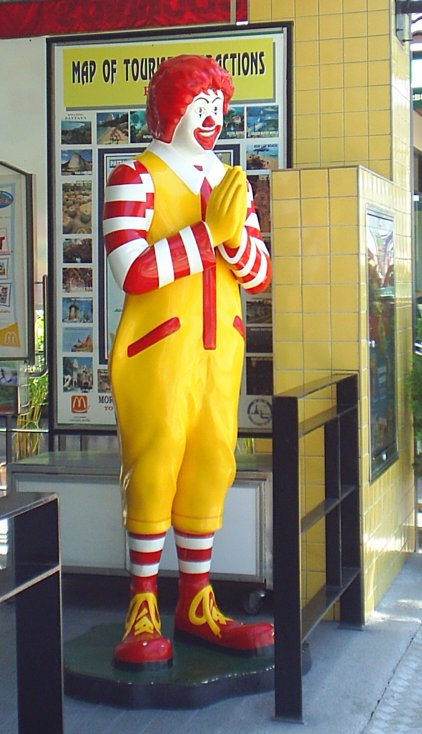
Рональд Макдональд

Рональд Макдональд (англ. Ronald McDonald) — клоун, який є маскотом компанії McDonald's.
Згідно з даними книги «Fast Food Nation» 2001 року, 96% американських школярів упізнають Рональда Макдональда, що робить його найбільш упізнаваним символом продукту харчування; за впізнаванністю серед вигаданих персонажів він поступається тільки Санта-Клаусу. У телевізійній рекламі McDonald's Макдональд постає у вигляді мешканця вигаданої країни Макдональдленд, населеної його друзями. Первісним творцем образу Рональда Макдональда є Віллард Скотт.
Поширений вид благодійності, в якому люди в костюмі Рональда Макдональда провідують хворих дітей у лікарнях. Існують «Будинки Рональда Макдональда», в яких можна відвідувати дітей з важкими хронічними захворюваннями. З серпня 2003 року Рональд Макдональд офіційно проголошений «Chief Happiness Officer» (укр. Керівником радості) корпорації McDonald's.

## Історія

### Вашингтон, округ Колумбія
«Рональд Макдональд, клоун-гамбургер-щасливець» дебютував у 1963 році в трьох окремих роликах на місцевому телебаченні. Рекламні ролики були створені рекламним агентством Оскара Голдштейна, який одночасно був франчайзі «Макдональдса» у Вашингтоні, округ Колумбія, а роль Рональда виконував Віллард Скотт. Скотт грав клоуна Бозо на WRC-TV у Вашингтоні з 1959 по 1962 рік і на той час був співробітником Голдштейна .

Скотт, який згодом став ведучим прогнозу погоди на телеканалі NBC, розповів про створення цього персонажа у своїй книзі «Радість життя» (Joy of Living):
«На той час »Бозо" було найпопулярнішим дитячим шоу в ефірі. Ви, напевно, могли б відправити туди собаку Плутона або слона Дамбо, і це було б так само успішно. Але я був там, і я був Бозо ... Було щось таке в поєднанні гамбургерів і Бозо, що було непереборним для дітей... Ось чому, коли через кілька років «Бозо» зняли з ефіру, місцеві працівники «Макдональдса» попросили мене придумати нового персонажа, який би зайняв місце Бозо. Тож я сів і створив Рональда Макдональда.
В офіційній заяві про історію персонажа McDonald's не вказує творця персонажа:
«Посмішка, відома в усьому світі», Рональд Макдональд за рівнем впізнаваності поступається лише Санта-Клаусу. (За даними одного з опитувань, 96% всіх школярів у Сполучених Штатах Америки впізнають Рональда). У своїй першій телевізійній появі в 1963 році клоуна зобразив Віллард Скотт.
28 березня 2000 року Генрі Гонсалес, президент північно-східного підрозділу McDonald's, подякував Скотту за створення Рональда Макдональда під час запису вшанування Скотта на Today Show.

### Загальнонаціональне розгортання
Персонаж вперше з'явився в національній телевізійній рекламі в 1965 році, під час параду до Дня подяки в Мейсі, а потім у роликах під час гри чемпіонату НФЛ 1965 року .
Цирковий артист Коко Клоун (справжнє ім'я Майкл Поляковс) був найнятий у 1966 році, щоб оновити образ Рональда, створивши тепер знайомий костюм і грим .
У 2010 році Міжнародна організація корпоративної відповідальності в Бостоні, штат Массачусетс, запропонувала Рональду Макдональду піти на пенсію через дитяче ожиріння , однак генеральний директор McDonald's Джим Скіннер заявив, що не планує відправляти його у відставку .
У квітні 2011 року McDonald's оголосив, що Рональд Макдональд знову з'явиться в їхній рекламі, але Ace Metrix заявила, що реклама з Рональдом Макдональдом більше не є ефективною. 18 травня 2011 року Міжнародна організація з корпоративної відповідальності знову закликала відправити Рональда Макдональда у відставку, розмістивши оголошення в найбільших газетах і запустивши кілька веб-сторінок, присвячених відставці персонажа. Однак генеральний директор McDonald's Джим Скіннер виступив на захист Рональда Макдональда, заявивши, що він є послом добра і що «вся справа у виборі». Незабаром після цього McDonald's оголосив, що Рональд Макдональд «тут, щоб залишитися».
У квітні 2014 року «МакДональдз» оголосив, що Рональд МакДональд матиме абсолютно новий вигляд і нове вбрання. Вони також оголосили, що він буде показаний у їхніх нових рекламних роликах, а також на сайтах соціальних мереж, таких як Twitter. В рамках перевтілення Рональда, його комбінезон був замінений на жовті штани карго, жилет і червоно-білу смугасту регбі-сорочку; його класичні клоунські туфлі залишаються частиною офіційної уніформи .